# Michaela Konrad (Archäologin)
Michaela Konrad (* 8. November 1962 in Heidenheim an der Brenz) ist eine deutsche Provinzialrömische Archäologin.

## Leben
Michaela Konrad studierte von 1982 bis 1989  Provinzialrömische Archäologie, Vor- und Frühgeschichte sowie Alte Geschichte an den Universitäten München und Freiburg und erreichte 1989 den akademischen Grad Magister Artium. Von 1986 bis 1987 war sie mit der Aufarbeitung des Fundmaterials aus dem großen römischen Gräberfeld in Bregenz am Vorarlberger Landesmuseum beschäftigt. Dies inspirierte Konrad zu ihrer späteren Dissertation. 1991 wurde sie bei Günter Ulbert an der Universität München promoviert und erhielt zwischen 1992 und 1995 ein Forschungsstipendium des Deutschen Archäologischen Instituts (DAI), das sie an dessen Station in Damaskus führte. Im Rahmen eines Projekts zur Erforschung des Limes zwischen Euphrat und Palmyra leitete sie mehrjährige Ausgrabungen an ausgewählten Fundplätzen wie dem Legionslager Sura. Zwischen dem 1. März 1996 und Ende 2007 war Konrad als Wissenschaftliche Mitarbeiterin bei der Kommission zur vergleichenden Archäologie römischer Alpen- und Donauländer der Bayerischen Akademie der Wissenschaften in München angestellt. Ende 2002 habilitierte sie sich an der Universität Freiburg und erhielt die Lehrberechtigung für das Fach Provinzialrömische Archäologie. Im Jahr 2007 erhielt Konrad in Freiburg eine außerplanmäßige Professur für Provinzialrömische Archäologie und 2008 wurde sie Professorin für Archäologie der Römischen Provinzen am Institut für Archäologie, Denkmalkunde und Kunstgeschichte der Otto-Friedrich-Universität Bamberg.
Seit 2011 ist sie ordentliches Mitglied des Deutschen Archäologischen Instituts und war zeitweise auch Mitglied von dessen Zentraldirektion. Konrad gehört dem Beirat der vom Deutschen Archäologischen Institut herausgegebenen Zeitschrift für Orient-Archäologie an.
Ihre Arbeitsschwerpunkte sind die römischen Orientprovinzen, der antike Kulturtransfer, das Sepulkralwesen sowie die Siedlungsgeschichte der Antike und des Frühmittelalters. Ihre Ausgrabungen am Limes in Syrien (Limes Arabicus) brachten viele neue Erkenntnisse zur Chronologie und Baugeschichte ausgewählter Militärbauten. Die publizierte Grabungsdokumentation wurde nach der stetig drohenden Zerstörung vieler Stätten durch Raubgräber zu einem wichtigen Dokument.

## Schriften (Auswahl)
- Das römische Gräberfeld von Bregenz-Brigantium I. Die Körpergräber des 3. bis 5. Jahrhunderts. (= Münchner Beiträge zur Vor- und Frühgeschichte 51). C. H. Beck, München 1997, ISBN 978-3-406-38034-1 (Dissertation).
- Der spätrömische Limes in Syrien. Archäologische Untersuchungen an den Grenzkastellen von Sura, Tetrapyrgium, Cholle und in Resafa. (= Resafa 5). Zabern, Mainz 2000, ISBN 3-8053-2600-9 (Habilitationsschrift).
- Die Ausgrabungen unter dem Niedermünster zu Regensburg II. Bauten und Funde der römischen Zeit. Auswertung. (= Münchner Beiträge zur Vor- und Frühgeschichte 57). C. H. Beck, München 2005, ISBN 978-3-406-10757-3.
- mit Arno Rettner, Eleonore Wintergerst: Die Ausgrabungen unter dem Niedermünster zu Regensburg I. Grabungsgeschichte und Befunde. (= Münchner Beiträge zur Vor- und Frühgeschichte 56). C. H. Beck, München 2010, ISBN 978-3-406-10760-3.
- Emesa zwischen Klientelreich und Provinz. Identität und Identitätswandel einer lokalen Fürstendynastie im Spiegel der archäologischen Quellen (= Orient-Archäologie. Band 34). Marie Leidorf, Rahden/Westf. 2014, ISBN 978-3-89646-664-8.